# Goal (site web)
Goal est un site d'actualités internationales sur le football fondé en 2004 par Chicco Merighi et Gianluigi Longinotti-Buitoni. Il appartient actuellement au Groupe DAZN.
Goal est la plus grande publication footballistique en ligne au monde et la deuxième plus grande publication sportive au monde (derrière ESPN uniquement). Goal représente l'une des plus grandes communautés footballistiques au monde avec 19 versions linguistiques couvrant plus de 50 pays.

## Histoire
Goal a été acquis par le Perform Group en 2011, versant 18 millions de livres sterling aux investisseurs du site, dont les Bessemer Venture Partners,,. 
En 2012, le site Web a fait l'objet d'une enquête par le département des recettes et des douanes du gouvernement britannique au sujet de l'utilisation de stagiaires non rémunérés.

## Récompenses
En 2017, Goal a remporté le prix du meilleur site d'actualités sportives aux Drum Online Media Awards. 

## Goal 50
Depuis la saison 2007-2008, les 50 meilleurs joueurs des saisons respectives sont sélectionnés par les journalistes de Goal et classés dans le cadre du « Goal 50 ». À partir de la saison 2018-2019, les 50 joueurs sont répartis en 25 hommes et 25 femmes, un vainqueur de chaque sexe étant couronné. 

### Hommes
| Saison    | Gagnant            | Club                |
| --------- | ------------------ | ------------------- |
| 2007-2008 | Cristiano Ronaldo  | Manchester United   |
| 2008-2009 | Lionel Messi       | Barcelone           |
| 2009-2010 | Wesley Sneijder    | Internazionale      |
| 2010-2011 | Lionel Messi       | Barcelone           |
| 2011-2012 | Cristiano Ronaldo  | Real Madrid         |
| 2012-13   | Lionel Messi       | Barcelone           |
| 2013-2014 | Cristiano Ronaldo  | Real Madrid         |
| 2014-2015 | Lionel Messi       | Barcelone           |
| 2015-2016 | Cristiano Ronaldo  | Real Madrid         |
| 2016-2017 | Cristiano Ronaldo  | Real Madrid         |
| 2017-2018 | Luka Modrić        | Real Madrid         |
| 2018-2019 | Virgil van Dijk    | Liverpool           |
| 2019-2020 | Robert Lewandowski | Bayern Munich       |
| 2020-2021 | Lionel Messi       | Paris Saint Germain |

### Femmes
| Saison    | Gagnant         | Club (s)                 |
| --------- | --------------- | ------------------------ |
| 2018-2019 | Megan Rapinoe   | Reign FC                 |
| 2019-2020 | Pernille Harder | VfL Wolfsburg Chelsea FC |
| 2020-2021 | Alexia Putellas | FC Barcelone             |

## NxGn
Depuis la saison 2017-2018, Goal classe les 50 meilleurs joueurs âgés de moins de 19 ans pour les saisons respectives, avec des sélections effectuées par les journalistes de Goal, la liste résultante étant connue sous le nom de liste "NxGn". 

### Gagnants
| Saison    | Gagnant              | Club              |
| --------- | -------------------- | ----------------- |
| 2016-2017 | Gianluigi Donnarumma | AC Milan          |
| 2017-2018 | Justin Kluivert      | Ajax              |
| 2018-2019 | Jadon Sancho         | Borussia Dortmund |
| 2019-2020 | Rodrygo              | Real Madrid       |
| 2020-2021 | Ansu Fati            | FC Barcelone      |

## Le plus grand joueur de tous les temps
- Le 4 décembre 2015, Goal a organisé un vote pour le plus grand joueur de tous les temps. Lionel Messi est sorti vainqueur avec 52% du total des voix, tandis que Cristiano Ronaldo est arrivé en deuxième place[10],[11].